# Осевая симметрия
Осева́я симме́три́я — тип симметрии, имеющий несколько отличающихся определений:
- Отражение. В евклидовой геометрии осевая симметрия — вид движения (зеркального отражения), при котором множеством неподвижных точек является прямая, называемая осью симметрии. Отсюда следует, что любой точке соответствует точка, находящаяся на том же расстоянии от оси симметрии, и лежащая на одной прямой с исходной точкой и их общей проекцией на ось симметрии[1][2]. Например, плоская фигура параллелограмм (общего вида) в пространстве осесимметрична и имеет одну ось симметрии (проходящую через центр перпендикулярно плоскости), а его частный случай, прямоугольник, в пространстве имеет уже 3 оси симметрии (две медиатрисы сторон — в плоскости фигуры; если это не квадрат с двумя дополнительными осями — диагоналями).
- Вращательная симметрия[3]. В естественных науках под осевой симметрией понимают вращательную симметрию[4] (другие термины — радиальная, аксиальная (англ. axial – осевой), поворотная, лучевая симметрии) относительно поворотов вокруг прямой. При этом тело (фигуру, задачу, организм) называют осесимметричными, если они переходят в себя при любом (например, малом) повороте вокруг этой прямой. В этом случае прямоугольник не будет осесимметричным телом, но, например, конус будет.

Применительно к плоскости эти два вида симметрии совпадают (считаем, что ось тоже принадлежит этой плоскости).
В кристаллографии вводят также (осевую) симметрию некоторого порядка:
- Осевая симметрия n-го порядка — симметричность относительно поворотов на угол 360°/n вокруг какой-либо оси. Описывается группой Zn.
  - Тогда симметрия в первом смысле (см. выше) является осевой симметрией второго порядка, а во втором — ∞-го порядка, так как поворот на любой сколь угодно малый угол приводит к совмещению фигуры с самой собой. Примеры: шар, цилиндр, конус.
  - Оси симметрии 2-го, 3-го, 4-го, 6-го и даже 5-го порядка (кристаллы с непериодическим пространственным расположением атомов (мозаика Пенроуза)) можно наблюдать на примере кристаллов.
- Зеркально поворотная осевая симметрия n-го порядка — поворот на 360°/n и отражение в плоскости, перпендикулярной данной оси.

Оси симметрии порядка выше 2-го называются осями симметрии высшего порядка.